# Francisca de Lebrija
Francisca de Lebrija est professeure au XVIe siècle à l'Université d'Alcalá de Henares en Espagne. 

## Biographie
Francisca de Lebrija est la fille du l'humaniste et grammairien Antonio de Nebrija et de Doña Isabel Montesinos de Solis. Elle aurait aidé son père dans ses recherches et ses écrits. Elle aurait reçu les applaudissements de ses pairs, lors de ses conférences de rhétorique, à l'université.  Aucun de ses travaux personnels ne nous est parvenu.  
Au XVIe siècle, très peu de femmes instruites enseignent et donnent des conférences dans une université. La reine Isabelle crée des conditions qui permet l'émergence de quelques femmes à l'université. C'est une femme éduquée qui encourage « l'amour de l'étude par l'exemple personnel ».    

## Postérité
Francisca de Lebrija est citée dans l’œuvre The Dinner Party de Judy Chicago achevée en 1979.

## Voir également
- Beatriz Galindo
- Isabella Losa
- Luisa de Medrano (en)
- Juliana Morell